# 700.
700. je prvo desetletje v 8. stoletju med letoma 700 in 709. 